# Wye River Memorandum
Het Wye River Memorandum was een overeenkomst die tussen Israël en de Palestijnse Autoriteit tot stand is gekomen tijdens een top in Wye River, Maryland, Verenigde Staten. Deze top werd gehouden van 15 tot 23 oktober 1998. Het memorandum had tot doel om het interim-akkoord van 1995, Oslo II, tot uitvoering te brengen. Het werd op 23 oktober 1998 in het Witte Huis ondertekend door Benjamin Netanyahu en Yasser Arafat. De onderhandelingen stonden onder leiding van de Amerikaanse president Bill Clinton. Op 17 november 1998 keurde het 120 leden tellende parlement van Israël, de Knesset, het memorandum goed met 75–19 stemmen. In het memorandum werd bepaald dat het in werking zou treden op 2 november 1998, tien dagen na de datum van ondertekening. 
Op 18 december 1998 verklaarden de regering-Clinton en de Europese Unie hun tevredenheid over de uitvoering van de eerste fase van het memorandum door beide partijen. Israël had echter pas fase 1 van de terugtrekking van het Israëlische leger uitgevoerd, wat betekent dat het zich had teruggetrokken uit 2% van Zone C in plaats van de vereiste 13% als de 3 fases uit het memorandum waren uitgevoerd. In het Oslo II-akkoord was afgesproken dat het leger geleidelijk zou vertrekken uit drie zones (Zone A, B en C) in de Westelijke Jordaanoever en de Gazastrook. In plaats daarvan ging Israël onverminderd door met het bouwen en uitbreiden van nederzettingen.
Israël en de Palestijnse Autoriteit beschuldigden elkaar ervan hun deel van de verantwoordelijkheden van het Wye River Memorandum niet na te komen, en de verdere uitvoering van de overeenkomst bleef onvoltooid.

## Wijziging van de Oslo-zones
Volgens de overeenkomst zouden de Israëlische troepen gedeeltelijk worden teruggetrokken uit een klein deel van de Zones B en C en zou Zone A worden vergroot, volgens de volgende drie fasen:
- Fase 1 (november 1998): 2% van Area C naar B; 7,1% van B naar A
- Fase 2 (december 1998): 5% van Area C naar B
- Fase 3 (januari 1999): 5% van Area C naar B; 1% van C naar A; 7,1% van B naar A

In totaal zou dus 13% van Zone C geheel of gedeeltelijk onder Palestijns (beperkt) zelfbestuur in Zone A en B komen. Zone B zou met 2,2% afnemen tot circa 22% en Zone A  met 15,2% toenemen tot circa 18%. Zone C zou met 13% afnemen tot circa 60%.